# 维拉莱
维拉莱（法語：Villalet，法語發音：[vilalɛ]）是法国厄尔省的一个旧市镇，属于埃夫勒区。2016年，维拉莱与市镇锡尔万莱穆兰合并为新的锡尔万莱穆兰。

## 地理
维拉莱（48°55'49"N, 1°3'19"E）面积2.36 平方千米，位于法国诺曼底大区厄尔省，该省份为法国北部内陆省份，北起滨海塞纳省，西接奧恩省和卡爾瓦多斯省，南至厄尔-卢瓦省，东临瓦兹省、瓦兹河谷省和伊夫林省。
维拉莱的时区为UTC+01:00、UTC+02:00（夏令时）。

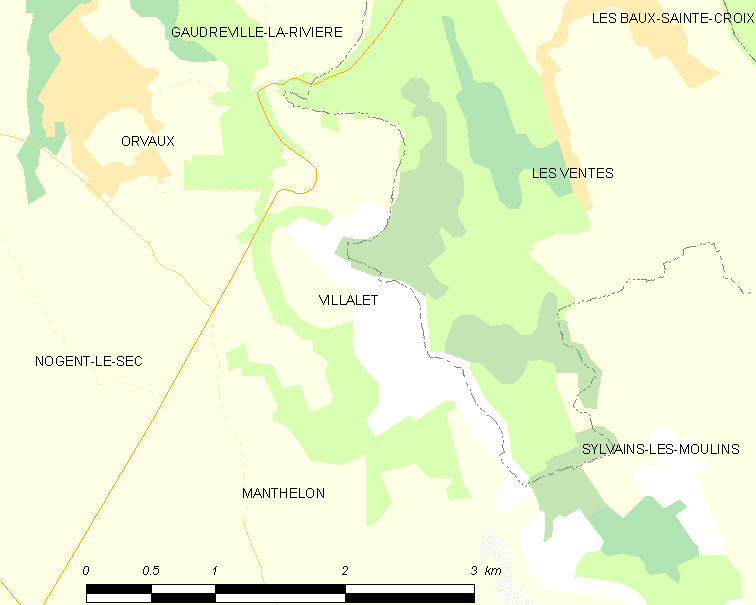
维拉莱的OSM定位图

## 行政
维拉莱的邮政编码为27240，INSEE市镇编码为27688。

## 政治
维拉莱所属的省级选区为阿夫尔河和伊通河畔韦尔讷伊县。

## 人口

1962-2008年间维拉莱人口变化图示

维拉莱于2013时的人口数量为88人。